# George Rous, 3. Earl of Stradbroke

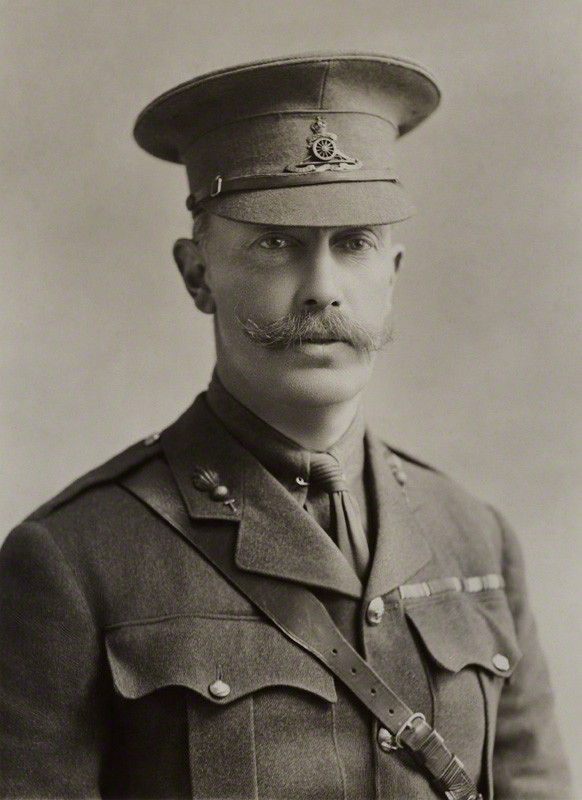
George Rous, 3. Earl of Stradbroke, 1915

George Edward John Mowbray Rous, 3. Earl of Stradbroke (* 19. November 1862 in London, Vereinigtes Königreich; † 20. Dezember 1947 in Henham Hall, Suffolk) war in den 1920er Jahren Gouverneur von Victoria.

## Leben
Nach dem Studium am Trinity College in Cambridge, das er 1890 mit dem Master abschloss, folgte er 1886 seinem Vater als Earl of Stradbroke nach. 1898 heiratete er Helena Violet Alice Keith Fraser. Von 1902 bis 1929 war er Aide-de-camp der englischen Monarchen. Königin Alexandra übernahm die Patenschaft seines ersten Sohnes. Während des Ersten Weltkriegs war er Befehlshaber mehrerer Artilleriebrigaden.
Von 1921 bis 1926 war Stradbroke Gouverneur des australischen Bundesstaats Victoria. Dabei unternahm er viele Reisen, die ihn über den gesamten australischen Kontinent und sogar nach Tasmanien und Neuseeland führten.
Zurück in England war Stradbroke von 1928 bis 1929 als parlamentarischer Sekretär für das Ministerium für Landwirtschaft und Fischerei tätig. Ab 1935 war er Lord Lieutenant der Grafschaft Suffolk. Er starb 1947 im Alter von 85 Jahren.

## Auszeichnungen
- Companion of the Order of the Bath (1904)
- Commander of the Royal Victorian Order (1906)
- Commander of the Order of the British Empire (1919)
- Knight of Grace of the Order of Saint John (1920)
- Knight Commander of the Order of St. Michael and St. George (1920)